# Blackburn Cirrus Minor

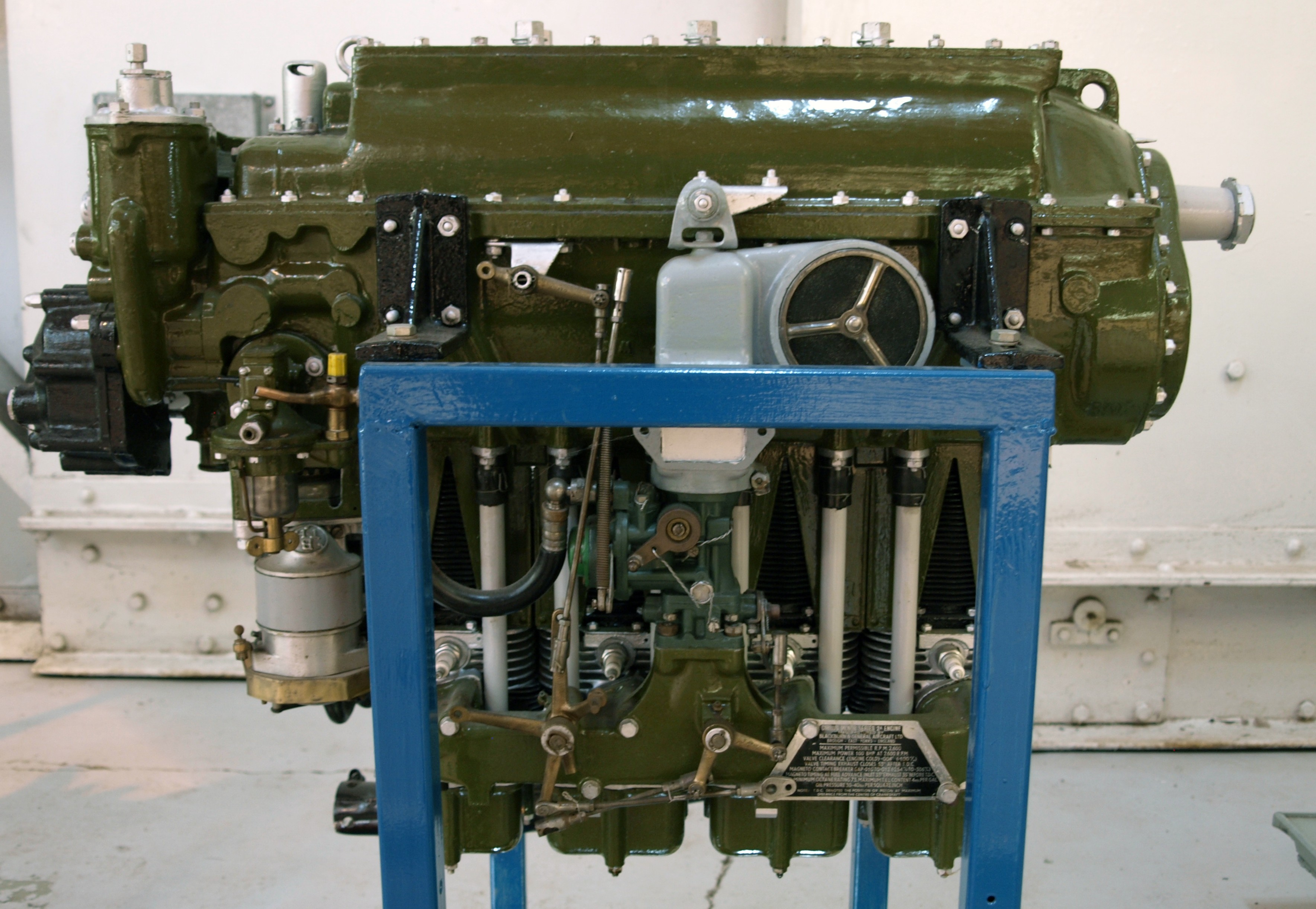
Blackburn Cirrus Minor 2A

Der Blackburn Cirrus Minor war ein Kolbenflugmotor des britischen Herstellers Blackburn Aircraft für die allgemeine Luftfahrt. Abgeleitet war der Motor vom A.D.C. Cirrus, der von der Vorgängerfirma Cirrus Engines Ltd. ab 1925 produziert worden war. Diese hatte den Vierzylinder-OHV-Motor erstmals 1933 vorgestellt, zunächst mit einer Bohrung von 95 mm und einem Hub von 127 mm. Noch im selben Jahr wurde die Serienfertigung aufgenommen. Blackburn übernahm 1934 Cirrus Engines Ltd. und führte den Serienbau des Motors weiter. Er fand anschließend in mehreren Ausführungen breite Verwendung. 1937 wurde die Verdichtung erhöht und damit die Leistung entsprechend gesteigert.
Ein wesentliches Konstruktionsmerkmal des Motors waren die hängend angeordneten luftgekühlten Zylinder aus hochlegiertem Stahl, die mit ihren Kühlrippen aus massivem Material herausgedreht wurden. Die einzelnen Zylinder waren mit kurzen Ankerschrauben am Kurbelgehäuse befestigt. Pro Zylinder gab es ein Einlass- sowie ein Auslassventil. Die aus Aluminium gefertigten Zylinderköpfe wurden durch acht Bolzen mit den Zylindern verbunden. Die Kipphebel waren durch einen Elektrondeckel geschützt. Die Slipperkolben aus Aluminium besaßen zwei Kompressionsringe und einen Ölabstreifring. Die Pleuel bestanden aus geschmiedetem Hiduminium. Die geschmiedete und allseitig bearbeitete Kurbelwelle bestand aus einer hochfesten Stahllegierung. Sie war in Gleitlagern aus Weißmetall gelagert. Die Zugkräfte der direkt angetriebenen Luftschraube wurden von einem radialen Kugellager im vorderen Teil des Kurbelgehäuses aufgenommen. Dieses war wie der obere Gehäusedeckel aus Elektron gefertigt. Die Nockenwelle lief direkt im Gussteil des Kurbelgehäuses und wurde durch ein Stirnradvorgelege angetrieben. Für die Schmierung sorgte ein Umlaufsystem mit einer Kolbenpumpe. Zur Gemischversorgung diente ein Fallstromvergaser von Claudel-Hobson mit Gemischverstellung und Flammensieb. Kraftstoff wurde durch Amal-Kraftstoffpumpen zugeführt, die von einer Welle am hinteren Gerätedeckel angetrieben wurden. Für die Zündung waren zwei abgeschirmte Systeme von B.T.H. vorhanden, deren Magnete ebenfalls am hinten Deckel befestigt waren. Zusätzlich konnten Elektrostarter und eine Filtervorrichtung montiert werden.
Der 1945 eingeführte Cirrus Minor II hatte eine auf 100 mm vergrößerte Bohrung, die Verdichtung war nunmehr auf 6,5:1 erhöht worden. Dies machte die Verwendung von Kraftstoff mit 77 Oktan nötig. Auch verbleites Benzin war zulässig. Um die Schmierung der Kipphebel zu verbessern, wurden die Zylinderdeckel geändert. Die Auslassventile wurde mit einer Stellite-füllung versehen, was deren Standzeit erhöhte. Als Vergaser kam nun eine Ausführung von Zenith mit automatischer Vorwärmung zum Einsatz.
Der Cirrus Minor wurde in eine Reihe von Modellen von General Aviation, Taylorcraft und Miles eingebaut.

## Technische Daten
| Kenngröße     | Daten Minor        | Daten Minor I      | Daten Minor II      |
| ------------- | ------------------ | ------------------ | ------------------- |
| Bohrung       | 95 mm              | 95 mm              | 100 mm              |
| Hub           | 127 mm             | 127 mm             | 127 mm              |
| Hubraum       | 3,6 l              | 3,6 l              | 3,99 l              |
| Verdichtung   | 5,1:1              | 5,8:1              | 6,5:1               |
| Länge         |                    | 960 mm             | 1013 mm             |
| Breite        |                    | 440 mm             | 455 mm              |
| Höhe          |                    | 636 mm             | 650 mm              |
| Masse         | 95 kg              | 108 kg             | 113 kg              |
| Startleistung | 80 PS / 2400 min−1 | 90 PS / 2600 min−1 | 100 PS / 2600 min−1 |
| Reiseleistung | 70 PS / 2200 min−1 | 80 PS / 2300 min−1 | 90 PS / 2300 min−1  |